# ماكنزي ديفيس
ماكنزي ديفيس (بالإنجليزية: Mackenzie Davis)‏ هي ممثلة كندية بدأت مسيرتها المهنية في 2012. ترشحت لجائزة الشاشة الكندية عن دورها في فيلم ماذا لو. أعمالها الأخرى تشمل تلك اللحظة المحرجة ومحطم وتنفس وعلينا الخروج من هذا المكان. هي حالياً تشارك في مسلسل الدراما هولت وكاتش فاير.

## أعمال
- تلك اللحظة المحرجة
- ماذا لو (فيلم)
- المريخي (فيلم)

## روابط خارجية
- ماكنزي ديفيس على موقع IMDb (الإنجليزية)
- ماكنزي ديفيس على موقع ميتاكريتيك (الإنجليزية)
- ماكنزي ديفيس على موقع روتن توميتوز (الإنجليزية)
- ماكنزي ديفيس على موقع قاعدة بيانات الأفلام العربية
- ماكنزي ديفيس على موقع ألو سيني (الفرنسية)
- ماكنزي ديفيس على موقع تيرنر كلاسيك موفيز (الإنجليزية)
- ماكنزي ديفيس على موقع أول موفي (الإنجليزية)
- ماكنزي ديفيس على موقع قاعدة بيانات الأفلام السويدية (السويدية)
- ماكنزي ديفيس على موقع ديسكوغز (الإنجليزية)
- ماكنزي ديفيس على موقع قاعدة بيانات الفيلم (الإنجليزية)